# Bassus calculator

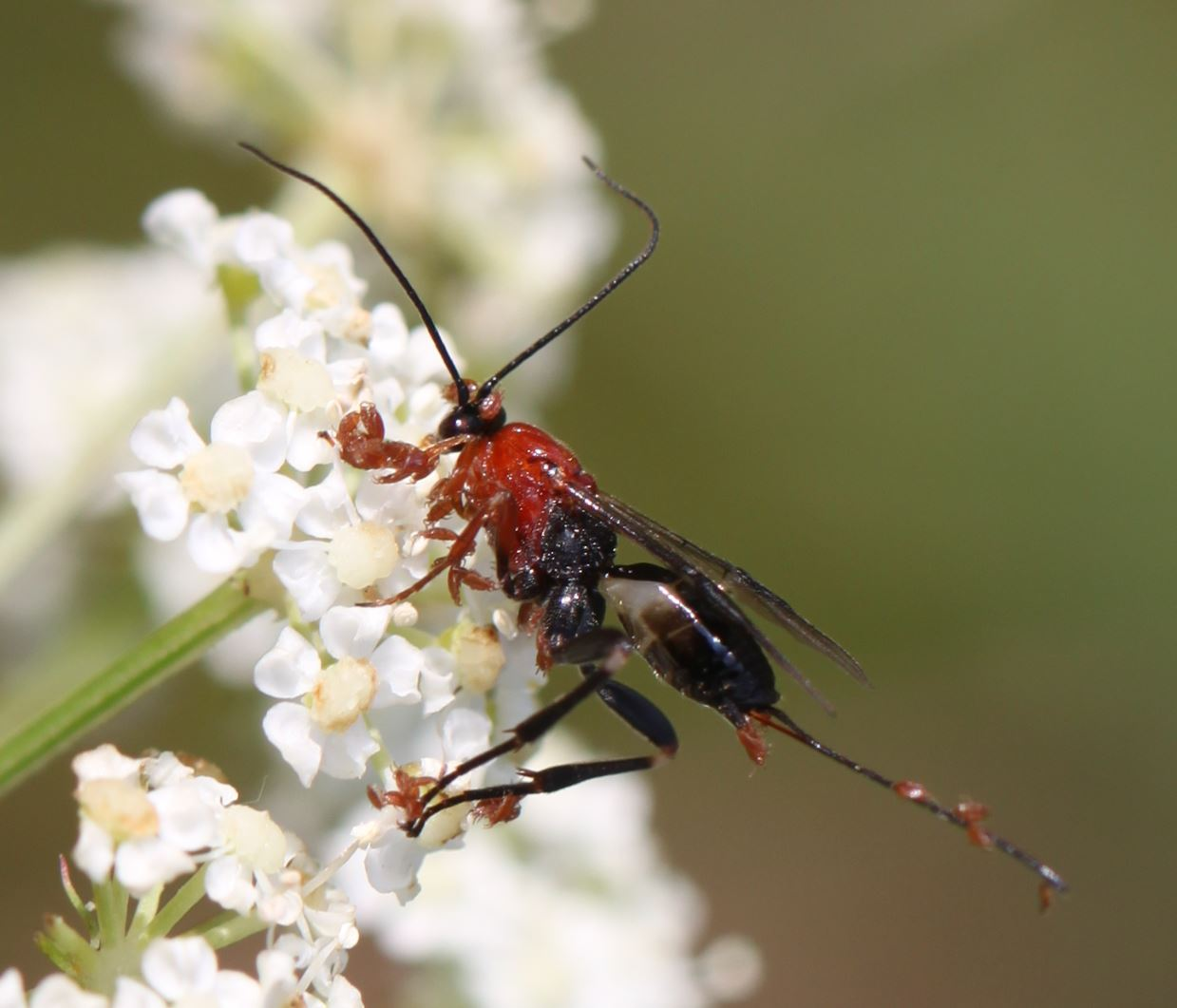
Bassus calculator, Weibchen

Bassus calculator ist eine Brackwespe aus der Unterfamilie der Agathidinae. Bassus calculator ist die Typusart der Gattung Bassus.

## Merkmale
Die Brackwespen werden 6–7 mm lang. Innerhalb der Gattung Bassus ist die Art aufgrund ihrer Farbgebung leicht zu bestimmen. Kopf, Fühler, Propodeum und der Hinterleib sowie die Hinterbeine mit Ausnahme einer weißen Binde am basalen Ende der Tibien sind vollständig schwarz gefärbt. Das Mesoscutum (Rückenplatte des Thorax) und das Scutellum sind vollständig gelbrot gefärbt. Die vorderen und mittleren Tibien und Femora sind gelbrot gefärbt. Die Vorderflügel weisen ein größeres dunkles Pterostigma sowie eine deutliche dunkle Flügeladerung auf. Das Weibchen besitzt einen relativ langen Legestachel (Ovipositor).

## Verbreitung
Bassus calculator ist in der Paläarktis weit verbreitet. In Europa reicht das Vorkommen von Fennoskandinavien und Großbritannien im Norden bis in den Mittelmeerraum im Süden.

## Lebensweise
Die Brackwespen beobachtet man gewöhnlich an Waldrändern in der Zeit von Juni bis August. Die Art parasitiert Vertreter der Echten Motten (Tineidae). Es werden dabei insbesondere genannt: Morophaga choragella und Triaxomera parasitella. Deren Raupen entwickeln sich in Pilzen der Ordnung der Stielporlingsartigen (Polyporales). Diese Pilze besiedeln sowohl lebende als auch abgestorbene Bäume. Das Brackwespen-Weibchen sticht mit Hilfe ihres langen Legestachels ein Ei in die Raupe. Die geschlüpfte Brackwespenlarve ist ein koinobionter Endoparasitoid. Sie frisst allmählich ihren Wirt von Innen auf und tötet ihn erst zu einem späten Zeitpunkt.